# Miss America 2002
Miss America 2002 è la settantottesima edizione del concorso Miss America. Si è tenuto presso il Boardwalk Hall di Atlantic City il 22 settembre 2001. Vincitrice del concorso è risultata essere Katie Harman, rappresentante dell'Oregon.

## Piazzamenti
| Risultato finale  | Concorrente |
| ----------------- | --- |
| Miss America 2002 | - Oregon - Katie Harman |
| 2ª classificata   | - Massachusetts - Abbie Rabine |
| 3ª classificata   | - Tennessee - Stephanie Culberson |
| 4ª classificata   | - Distretto di Columbia - MArshawn Evans |
| 5ª classificata   | - New York - Andrea Plummer |
| Top 10            | - Arkansas - Jessie Ward - Florida - Kelly Gaudet - Michigan - Stacey Essbaggers - Utah - Jaclyn Hunt - Virginia Occidentale - Danae DeMasi |

### Riconoscimenti speciali
- Talent: Katie Harmon (Oregon), Marshawn Evans (Distretto di Columbia), Becky Pruett (Mississippi)
- Swimsuit: Emily Foster (Georgia), Abbie Rabine (Massachusetts), Stephanie Culberson (Tennessee)
- Gown: Danae DeMasi (Virginia Occidentale), Stephanie Culberson (Tennessee), Kelly Gaudet (Florida)
- Interview: Abbie Rabine (Massachusetts), Marshawn Evans (Distretto di Columbia), Rosalyn Menon (Pennsylvania)
- Quality of Life: Jacklyn Hunt (Utah), Kelly Glorioso (Maryland), Becky Pruett (Mississippi)

## Le concorrenti
- Alabama - Kelly Jones
- Alaska - Eugenia Primis
- Arizona - Kapri Rose
- Arkansas - Jessie Ward
- California - Stephanie Baldwin
- Carolina del Nord - Ashley House
- Carolina del Sud - Jeanna Raney
- Colorado - Kelly Lynn McKee
- Connecticut - Marissa Perez
- Dakota del Nord - Jillayne Mertens
- Dakota del Sud - Sitania Syravotka
- Delaware - Erin Cooper
- Distretto di Columbia - Marshawn Evans
- Florida - Kelly Gaudet
- Georgia - Emily Foster
- Hawaii - Denby Dung
- Idaho - Christi Weible
- Illinois - Kristin Castillo
- Indiana - Allison Hatcher
- Iowa - Erin Smith
- Kansas - Kimberlee Grice
- Kentucky - Monica Hardin
- Louisiana - Kati Guyton
- Maine - Meranda Hafford
- Maryland - Kelly Glorioso
- Massachusetts - Abbey Rabine
- Michigan - Stacy Essebagers
- Minnesota - Kari Knuttila
- Mississippi - Becky Pruett
- Missouri - Jennifer Ann Hover
- Montana - Kara Svennungsen
- Nebraska - Christina Foehlinger
- Nevada - Ashley Huff
- New Hampshire - Katherine Pike
- New Jersey - Julie Barber
- New York - Andrea Plummer
- Nuovo Messico - Marta Strzyzewski
- Ohio - Natalie Witwer
- Oklahoma - Kaci Hundley
- Oregon - Katie Harman
- Pennsylvania - Rosalyn Menon
- Rhode Island - Jennifer D'Ambrosio
- Tennessee - Stephanie Culberson
- Texas - Stacy James
- Utah - Jacklyn Hunt
- Vermont - Amy Marie Johnson
- Virginia - Meghan Shanley
- Virginia Occidentale - Danae DeMasi
- Washington - Breann Parriot
- Wisconsin - Laura Herriot
- Wyoming - Erin Empey